# Stuttgart Masters 2001 - Qualificazioni singolare
Le qualificazioni del singolare  dello  Stuttgart Masters 2001 sono state un torneo di tennis preliminare per accedere alla fase finale della manifestazione. I vincitori dell'ultimo turno sono entrati di diritto nel tabellone principale. In caso di ritiro di uno o più giocatori aventi diritto a questi sono subentrati i lucky loser, ossia i giocatori che hanno perso nell'ultimo turno ma che avevano una classifica più alta rispetto agli altri partecipanti che avevano comunque perso nel turno finale.
Le qualificazioni del torneo Stuttgart Masters 2001 prevedevano 24 partecipanti di cui 6 sono entrati nel tabellone principale.

## Teste di serie
1. Vincenzo Santopadre (primo turno)
2. Richard Fromberg (Qualificato)
3. Jan Hernych (primo turno)
4. Stéphane Huet (ultimo turno)
5. Jan Frode Andersen (Qualificato)
6. Julián Alonso (primo turno)

1. Feliciano López (Qualificato)
2. Oleg Ogorodov (ultimo turno)
3. Orlin Stanojčev (ultimo turno)
4. Vadim Kucenko (ultimo turno)
5. Lorenzo Manta (ultimo turno)
6. Ján Krošlák (ultimo turno)

## Qualificati
1. Rogier Wassen
2. Richard Fromberg
3. Marc López

1. Feliciano López
2. Jan Frode Andersen
3. Gabriel Trifu

## Tabellone

### Legenda
| - Q = Qualificato - WC = Wild card - LL = Lucky loser | - ALT = Alternate - SE = Special Exempt - PR = Protected Ranking | - w/o = Walkover - r = Ritirato - d = Squalificato |

### Sezione 1
|  | Primo turno | Primo turno         | Primo turno         | Primo turno | Primo turno |  |  | Ultimo turno | Ultimo turno    | Ultimo turno    | Ultimo turno | Ultimo turno |  |
|  |             |                     |                     |             |             |  |  |              |                 |                 |              |              |  |
|  |             | Rogier Wassen       | Rogier Wassen       | 7           | 6           |  |  |              |                 |                 |              |              |  |
|  | 1           | Vincenzo Santopadre | Vincenzo Santopadre | 63          | 2           |  |  |              | Rogier Wassen   | Rogier Wassen   | 7            | 7            |  |
|  | 9           | Orlin Stanojčev     | Orlin Stanojčev     | 6           | 6           |  |  | 9            | Orlin Stanojčev | Orlin Stanojčev | 63           | 62           |  |
|  |             | Dario Perez         | Dario Perez         | 4           | 1           |  |  |              |                 |                 |              |              |  |

### Sezione 2
|  | Primo turno | Primo turno      | Primo turno | Primo turno | Primo turno |  |  | Ultimo turno | Ultimo turno     | Ultimo turno     | Ultimo turno | Ultimo turno |  |
|  |             |                  |             |             |             |  |  |              |                  |                  |              |              |  |
|  | 2           | Richard Fromberg | 3           | 7           | 6           |  |  |              |                  |                  |              |              |  |
|  |             | Simon Stadler    | 6           | 65          | 3           |  |  | 2            | Richard Fromberg | Richard Fromberg | 6            | 7            |  |
|  | 11          | Lorenzo Manta    | 4           | 6           | 6           |  |  | 11           | Lorenzo Manta    | Lorenzo Manta    | 3            | 5            |  |
|  |             | Tapio Nurminen   | 6           | 3           | 4           |  |  |              |                  |                  |              |              |  |

### Sezione 3
|  | Primo turno | Primo turno    | Primo turno    | Primo turno | Primo turno |  |  | Ultimo turno | Ultimo turno | Ultimo turno | Ultimo turno | Ultimo turno |  |
|  |             |                |                |             |             |  |  |              |              |              |              |              |  |
|  |             | Marc López     | Marc López     | 6           | 6           |  |  |              |              |              |              |              |  |
|  | 3           | Jan Hernych    | Jan Hernych    | 1           | 0           |  |  |              | Marc López   | Marc López   | 6            | 6            |  |
|  | 12          | Ján Krošlák    | Ján Krošlák    | 6           | 6           |  |  | 12           | Ján Krošlák  | Ján Krošlák  | 2            | 1            |  |
|  |             | Michael Berrer | Michael Berrer | 2           | 0           |  |  |              |              |              |              |              |  |

### Sezione 4
|  | Primo turno | Primo turno      | Primo turno      | Primo turno | Primo turno |  |  | Ultimo turno | Ultimo turno    | Ultimo turno | Ultimo turno | Ultimo turno |  |
|  |             |                  |                  |             |             |  |  |              |                 |              |              |              |  |
|  | 4           | Stéphane Huet    | 6                | 4           | 6           |  |  |              |                 |              |              |              |  |
|  |             | Andrej Čerkasov  | 2                | 6           | 1           |  |  | 4            | Stéphane Huet   | 3            | 6            | 3            |  |
|  | 7           | Feliciano López  | Feliciano López  | 6           | 6           |  |  | 7            | Feliciano López | 6            | 2            | 6            |  |
|  |             | Denis Gremelmayr | Denis Gremelmayr | 4           | 4           |  |  |              |                 |              |              |              |  |

### Sezione 5
|  | Primo turno | Primo turno              | Primo turno              | Primo turno | Primo turno |  |  | Ultimo turno | Ultimo turno       | Ultimo turno       | Ultimo turno | Ultimo turno |  |
|  |             |                          |                          |             |             |  |  |              |                    |                    |              |              |  |
|  | 5           | Jan Frode Andersen       | Jan Frode Andersen       | 6           | 7           |  |  |              |                    |                    |              |              |  |
|  |             | Christian-Michael Straka | Christian-Michael Straka | 2           | 64          |  |  | 5            | Jan Frode Andersen | Jan Frode Andersen | 6            | 6            |  |
|  | 10          | Vadim Kucenko            | 3                        | 7           | 6           |  |  | 10           | Vadim Kucenko      | Vadim Kucenko      | 4            | 4            |  |
|  |             | Adrián García            | 6                        | 64          | 4           |  |  |              |                    |                    |              |              |  |

### Sezione 6
|  | Primo turno | Primo turno      | Primo turno   | Primo turno | Primo turno |  |  | Ultimo turno | Ultimo turno  | Ultimo turno  | Ultimo turno | Ultimo turno |  |
|  |             |                  |               |             |             |  |  |              |               |               |              |              |  |
|  |             | Gabriel Trifu    | Gabriel Trifu | 7           | 6           |  |  |              |               |               |              |              |  |
|  | 6           | Julián Alonso    | Julián Alonso | 5           | 4           |  |  |              | Gabriel Trifu | Gabriel Trifu | 6            | 6            |  |
|  | 8           | Oleg Ogorodov    | 6             | 4           | 6           |  |  | 8            | Oleg Ogorodov | Oleg Ogorodov | 3            | 4            |  |
|  |             | Janko Tipsarević | 4             | 6           | 2           |  |  |              |               |               |              |              |  |